# Temporada 2019 de MotoGP
La temporada 2019 de MotoGP fue la 71.º edición de la categoría principal del Campeonato del Mundo de Motociclismo. Comenzó el 10 de marzo en Lusail (Catar) y terminó el 17 de noviembre en Valencia (España). Para esta temporada finalmente se optó por no agregar más carreras al calendario, después de que se había propuesto agregar a México y Finlandia.
Marc Márquez defendía el título conseguido en 2018, que revalidó en el Gran Premio de Tailandia, consiguiendo su sexto título mundial de MotoGP, octavo en total. Su hermano Álex Márquez se alzó con el título mundial de la categoría de Moto2, mientras que el italiano Lorenzo Dalla Porta consiguió el título en la categoría de Moto3.

## Calendario
Los siguientes Grandes Premios fueron los programados para la temporada 2019.
| Ronda        | Gran Premio                                         | Circuito                                                | Fecha            |
| ------------ | --------------------------------------------------- | ------------------------------------------------------- | ---------------- |
| 1            | Gran Premio de Catar                                | Circuito Internacional de Losail, Lusail                | 10 de marzo      |
| 2            | Gran Premio de la República Argentina               | Autódromo Termas de Río Hondo, Santiago del Estero      | 31 de marzo      |
| 3            | Gran Premio de las Américas                         | Circuito de las Américas, Austin, Texas                 | 14 de abril      |
| 4            | Gran Premio de España                               | Circuito de Jerez, Jerez de la Frontera                 | 5 de mayo        |
| 5            | Gran Premio de Francia                              | Circuito de Bugatti, Le Mans                            | 19 de mayo       |
| 6            | Gran Premio de Italia                               | Autódromo Internacional del Mugello, Scarperia          | 2 de junio       |
| 7            | Monster Energy Gran Premio de Cataluña              | Circuito de Barcelona-Cataluña, Montmeló                | 16 de junio      |
| 8            | TT Assen                                            | Circuito de Assen, Assen                                | 30 de junio      |
| 9            | Gran Premio de Alemania                             | Sachsenring, Hohenstein-Ernstthal                       | 7 de julio       |
| 10           | Gran Premio de la República Checa                   | Autódromo de Brno, Brno                                 | 4 de agosto      |
| 11           | Gran Premio de Austria                              | Red Bull Ring, Spielberg                                | 11 de agosto     |
| 12           | Gran Premio de Gran Bretaña                         | Circuito de Silverstone, Silverstone                    | 25 de agosto     |
| 13           | Gran Premio de San Marino y de la Riviera de Rimini | Misano World Circuit Marco Simoncelli, Misano Adriatico | 15 de septiembre |
| 14           | Gran Premio de Aragón                               | MotorLand Aragón, Alcañiz                               | 22 de septiembre |
| 15           | Gran Premio de Tailandia                            | Circuito Internacional de Chang, Buriram                | 6 de octubre     |
| 16           | Motul Gran Premio de Japón                          | Twin Ring Motegi, Motegi                                | 20 de octubre    |
| 17           | Gran Premio de Australia                            | Circuito de Phillip Island, Phillip Island              | 27 de octubre    |
| 18           | Gran Premio de Malasia                              | Circuito Internacional de Sepang, Selangor              | 3 de noviembre   |
| 19           | Gran Premio de la Comunidad Valenciana              | Circuito Ricardo Tormo, Valencia                        | 17 de noviembre  |
| Notas: 1. 2. |                                                     |                                                         |                  |

## Equipos y pilotos
| Equipos de fábrica           | Equipos de fábrica | Equipos de fábrica      | Equipos de fábrica | Equipos de fábrica | Equipos de fábrica |
| Equipo                       | Constructor        | Moto                    | N.º                | Piloto             | Rondas             |
| ---------------------------- | ------------------ | ----------------------- | ------------------ | ------------------ | ------------------ |
| Ducati Team                  | Ducati             | Ducati Desmosedici GP19 | 04                 | Andrea Dovizioso   | 1-19               |
| Ducati Team                  | Ducati             | Ducati Desmosedici GP19 | 9                  | Danilo Petrucci    | 1-19               |
| Ducati Team                  | Ducati             | Ducati Desmosedici GP19 | 51                 | Michele Pirro      | 6, 13, 19          |
| Team HRC                     | Honda              | Honda RC213V            | 6                  | Stefan Bradl       | 4                  |
| Repsol Honda Team            | Honda              | Honda RC213V            | 6                  | Stefan Bradl       | 9-11               |
| Repsol Honda Team            | Honda              | Honda RC213V            | 93                 | Marc Márquez       | 1-19               |
| Repsol Honda Team            | Honda              | Honda RC213V            | 99                 | Jorge Lorenzo      | 1-8, 12-19         |
| Red Bull KTM Factory Racing  | KTM                | KTM RC16                | 5                  | Johann Zarco       | 1-13               |
| Red Bull KTM Factory Racing  | KTM                | KTM RC16                | 44                 | Pol Espargaró      | 1-19               |
| Red Bull KTM Factory Racing  | KTM                | KTM RC16                | 82                 | Mika Kallio        | 14-19              |
| Team SUZUKI ECSTAR           | Suzuki             | Suzuki GSX-RR           | 36                 | Joan Mir           | 1-10, 13-19        |
| Team SUZUKI ECSTAR           | Suzuki             | Suzuki GSX-RR           | 42                 | Álex Rins          | 1-19               |
| Team SUZUKI ECSTAR           | Suzuki             | Suzuki GSX-RR           | 50                 | Sylvain Guintoli   | 7, 10, 16          |
| Team SUZUKI ECSTAR           | Suzuki             | Suzuki GSX-RR           | 50                 | Sylvain Guintoli   | 12                 |
| Monster Energy Yamaha MotoGP | Yamaha             | Yamaha YZR-M1           | 12                 | Maverick Viñales   | 1-19               |
| Monster Energy Yamaha MotoGP | Yamaha             | Yamaha YZR-M1           | 46                 | Valentino Rossi    | 1-19               |
| Equipos independientes       |                    |                         |                    |                    |                    |
| Equipo                       | Constructor        | Moto                    | N.º                | Piloto             | Rondas             |
| Aprilia Racing Team Gresini  | Aprilia            | Aprilia RS-GP           | 29                 | Andrea Iannone     | 1-19               |
| Aprilia Racing Team Gresini  | Aprilia            | Aprilia RS-GP           | 38                 | Bradley Smith      | 1, 4, 7, 14        |
| Aprilia Racing Team Gresini  | Aprilia            | Aprilia RS-GP           | 41                 | Aleix Espargaró    | 1-19               |
| Pramac Racing                | Ducati             | Ducati Desmosedici GP19 | 43                 | Jack Miller        | 1-19               |
| Pramac Racing                | Ducati             | Ducati Desmosedici GP18 | 63                 | Francesco Bagnaia  | 1-19               |
| Reale Avintia Racing         | Ducati             | Ducati Desmosedici GP18 | 17                 | Karel Abraham      | 1-19               |
| Reale Avintia Racing         | Ducati             | Ducati Desmosedici GP18 | 53                 | Tito Rabat         | 1-17, 19           |
| LCR Honda                    | Honda              | Honda RC213V            | 5                  | Johann Zarco       | 17-19              |
| LCR Honda                    | Honda              | Honda RC213V            | 30                 | Takaaki Nakagami   | 1-16               |
| LCR Honda                    | Honda              | Honda RC213V            | 35                 | Cal Crutchlow      | 1-19               |
| Red Bull KTM Tech 3          | KTM                | KTM RC16                | 27                 | Iker Lecuona       | 19                 |
| Red Bull KTM Tech 3          | KTM                | KTM RC16                | 55                 | Hafizh Syahrin     | 1-19               |
| Red Bull KTM Tech 3          | KTM                | KTM RC16                | 88                 | Miguel Oliveira    | 1-18               |
| Petronas Yamaha SRT          | Yamaha             | Yamaya YZR-M1 Spec-B    | 20                 | Fabio Quartararo   | 1-5, 8-14          |
| Petronas Yamaha SRT          | Yamaha             | Yamaya YZR-M1 Spec-A    | 20                 | Fabio Quartararo   | 6-7, 15-19         |
| Petronas Yamaha SRT          | Yamaha             | Yamaya YZR-M1 Spec-A    | 21                 | Franco Morbidelli  | 1-19               |
| Fuente:                      |                    |                         |                    |                    |                    |

| Leyenda             |
| ------------------- |
| Piloto regular      |
| Piloto novato       |
| Piloto invitado     |
| Piloto de reemplazo |

### Cambios de equipos
- El equipo Tech 3 finaliza su colaboración Yamaha tras 18 temporadas en MotoGP,[45] y comienza una nueva colaboración con KTM.[46] Además, cambia su patrocinador principal por Red Bull tras 10 temporadas con Monster Energy.
- El Ángel Nieto Team le vende sus dos plazas al Petronas Yamaha SRT.[47]
- Movistar no renueva el patrocinio principal del equipo de fábrica de Yamaha en vigor desde la temporada 2014, siendo sustituido por Monster Energy, tras la salida de este del equipo Tech 3.[48]
- El EG 0,0 Marc VDS dejó el campeonato para centrarse en su estructura de Moto2.[49]

### Cambios de pilotos
- Dani Pedrosa anuncia que se retira de MotoGP al finalizar la temporada 2018.[50] Asimismo anunció su incorporación al equipo KTM como piloto probador.[51]
- Honda confirma la contratación de Jorge Lorenzo para las temporadas 2019-20.[52]
- Francesco Bagnaia ascendió a MotoGP, uniéndose al Pramac Racing. Reemplazará a Danilo Petrucci, quien correrá con el Ducati Team.
- Joan Mir ascendió a MotoGP, uniéndose al Team Suzuki Ecstar. Reemplazará a Andrea Iannone, quien correrá con el nac Aprilia Racing Team Gresini.
- Fabio Quartararo ascendió a MotoGP, uniéndose al recientemente creado Petronas Yamaha SRT. Hará dupla con Franco Morbidelli piloto proveniente del EG 0,0 Marc VDS.
- Miguel Oliveira ascendió a MotoGP, uniéndose al Red Bull KTM Tech3 con este ascenso Oliveira se convierte en el primer piloto en usar motos KTM en Moto3, Moto2 y MotoGP.
- Johann Zarco se incorpora a KTM para las temporadas 2019-20.[53] A partir del Gran Premio de Aragón el finlandés Mika Kallio ocupa su plaza[18] tras el anuncio de que Zarco no continuará en KTM en la temporada 2020.[54]

## Resultados por Gran Premio
| Ronda | Fecha                      | Gran Premio | Mapa del circuito                                                | Resultados        | Resultados       | Resultados                  | Resultados                  |
| ----- | -------------------------- | --- | ---------------------------------------------------------------- | ----------------- | ---------------- | --------------------------- | --------------------------- |
| 1     | 8, 9 y 10 de marzo         | Gran Premio de Catar Circuito de Losail Longitud: 5,380 km Vueltas: 22 Distancia de carrera: 118,36 km Ganador 2018: Andrea Dovizioso - Ducati Team                                                    |                                                                  | FP1               | Valentino Rossi  | Pole Position               | Maverick Viñales (1:53.546) |
| 1     | 8, 9 y 10 de marzo         | Gran Premio de Catar Circuito de Losail Longitud: 5,380 km Vueltas: 22 Distancia de carrera: 118,36 km Ganador 2018: Andrea Dovizioso - Ducati Team                                                    | FP2                                                              | Marc Márquez      | Warm Up          | Danilo Petrucci             |                             |
| 1     | 8, 9 y 10 de marzo         | Gran Premio de Catar Circuito de Losail Longitud: 5,380 km Vueltas: 22 Distancia de carrera: 118,36 km Ganador 2018: Andrea Dovizioso - Ducati Team                                                    | FP3                                                              | Marc Márquez      | Ganador          | Andrea Dovizioso            |                             |
| 1     | 8, 9 y 10 de marzo         | Gran Premio de Catar Circuito de Losail Longitud: 5,380 km Vueltas: 22 Distancia de carrera: 118,36 km Ganador 2018: Andrea Dovizioso - Ducati Team                                                    | FP4                                                              | Danilo Petrucci   | 2.o puesto       | Marc Márquez                |                             |
| 1     | 8, 9 y 10 de marzo         | Gran Premio de Catar Circuito de Losail Longitud: 5,380 km Vueltas: 22 Distancia de carrera: 118,36 km Ganador 2018: Andrea Dovizioso - Ducati Team                                                    | Q1                                                               | Cal Crutchlow     | 3.er puesto      | Cal Crutchlow               |                             |
| 1     | 8, 9 y 10 de marzo         | Gran Premio de Catar Circuito de Losail Longitud: 5,380 km Vueltas: 22 Distancia de carrera: 118,36 km Ganador 2018: Andrea Dovizioso - Ducati Team                                                    | Q1                                                               | Takaaki Nakagami  | Vuelta rápida    | Fabio Quartararo (1:55.039) |                             |
| 1     | 8, 9 y 10 de marzo         | Gran Premio de Catar Circuito de Losail Longitud: 5,380 km Vueltas: 22 Distancia de carrera: 118,36 km Ganador 2018: Andrea Dovizioso - Ducati Team                                                    | Resultados completos: Entrenamientos \| Clasificación \| Carrera |                   |                  |                             |                             |
| 2     | 29, 30 y 31 de marzo       | Gran Premio de la República Argentina Autódromo Internacional de Termas de Río Hondo Longitud: 4,806 km Vueltas: 25 Distancia de carrera: 120,15 km Ganador 2018: Cal Crutchlow - LCR Honda CASTROL    |                                                                  | FP1               | Marc Márquez     | Pole Position               | Marc Márquez (1:38.304)     |
| 2     | 29, 30 y 31 de marzo       | Gran Premio de la República Argentina Autódromo Internacional de Termas de Río Hondo Longitud: 4,806 km Vueltas: 25 Distancia de carrera: 120,15 km Ganador 2018: Cal Crutchlow - LCR Honda CASTROL    | FP2                                                              | Andrea Dovizioso  | Warm Up          | Marc Márquez                |                             |
| 2     | 29, 30 y 31 de marzo       | Gran Premio de la República Argentina Autódromo Internacional de Termas de Río Hondo Longitud: 4,806 km Vueltas: 25 Distancia de carrera: 120,15 km Ganador 2018: Cal Crutchlow - LCR Honda CASTROL    | FP3                                                              | Marc Márquez      | Ganador          | Marc Márquez                |                             |
| 2     | 29, 30 y 31 de marzo       | Gran Premio de la República Argentina Autódromo Internacional de Termas de Río Hondo Longitud: 4,806 km Vueltas: 25 Distancia de carrera: 120,15 km Ganador 2018: Cal Crutchlow - LCR Honda CASTROL    | FP4                                                              | Marc Márquez      | 2.o puesto       | Valentino Rossi             |                             |
| 2     | 29, 30 y 31 de marzo       | Gran Premio de la República Argentina Autódromo Internacional de Termas de Río Hondo Longitud: 4,806 km Vueltas: 25 Distancia de carrera: 120,15 km Ganador 2018: Cal Crutchlow - LCR Honda CASTROL    | Q1                                                               | Takaaki Nakagami  | 3.er puesto      | Andrea Dovizioso            |                             |
| 2     | 29, 30 y 31 de marzo       | Gran Premio de la República Argentina Autódromo Internacional de Termas de Río Hondo Longitud: 4,806 km Vueltas: 25 Distancia de carrera: 120,15 km Ganador 2018: Cal Crutchlow - LCR Honda CASTROL    | Q1                                                               | Pol Espargaró     | Vuelta rápida    | Marc Márquez (1:39.426)     |                             |
| 2     | 29, 30 y 31 de marzo       | Gran Premio de la República Argentina Autódromo Internacional de Termas de Río Hondo Longitud: 4,806 km Vueltas: 25 Distancia de carrera: 120,15 km Ganador 2018: Cal Crutchlow - LCR Honda CASTROL    | Resultados completos: Entrenamientos \| Clasificación \| Carrera |                   |                  |                             |                             |
| 3     | 12, 13 y 14 de abril       | Gran Premio de las Américas Circuito de las Américas Longitud: 5,513 km Vueltas: 20 Distancia de carrera: 110,26 km Ganador 2018: Marc Márquez - Repsol Honda Team                                     |                                                                  | FP1               | Marc Márquez     | Pole Position               | Marc Márquez (2:03.787)     |
| 3     | 12, 13 y 14 de abril       | Gran Premio de las Américas Circuito de las Américas Longitud: 5,513 km Vueltas: 20 Distancia de carrera: 110,26 km Ganador 2018: Marc Márquez - Repsol Honda Team                                     | FP2                                                              | Maverick Viñales  | Warm Up          | Marc Márquez                |                             |
| 3     | 12, 13 y 14 de abril       | Gran Premio de las Américas Circuito de las Américas Longitud: 5,513 km Vueltas: 20 Distancia de carrera: 110,26 km Ganador 2018: Marc Márquez - Repsol Honda Team                                     | FP3                                                              | Cancelado         | Ganador          | Álex Rins                   |                             |
| 3     | 12, 13 y 14 de abril       | Gran Premio de las Américas Circuito de las Américas Longitud: 5,513 km Vueltas: 20 Distancia de carrera: 110,26 km Ganador 2018: Marc Márquez - Repsol Honda Team                                     | FP4                                                              | Marc Márquez      | 2.o puesto       | Valentino Rossi             |                             |
| 3     | 12, 13 y 14 de abril       | Gran Premio de las Américas Circuito de las Américas Longitud: 5,513 km Vueltas: 20 Distancia de carrera: 110,26 km Ganador 2018: Marc Márquez - Repsol Honda Team                                     | Q1                                                               | Jorge Lorenzo     | 3.er puesto      | Jack Miller                 |                             |
| 3     | 12, 13 y 14 de abril       | Gran Premio de las Américas Circuito de las Américas Longitud: 5,513 km Vueltas: 20 Distancia de carrera: 110,26 km Ganador 2018: Marc Márquez - Repsol Honda Team                                     | Q1                                                               | Danilo Petrucci   | Vuelta rápida    | Marc Márquez (2:04.277)     |                             |
| 3     | 12, 13 y 14 de abril       | Gran Premio de las Américas Circuito de las Américas Longitud: 5,513 km Vueltas: 20 Distancia de carrera: 110,26 km Ganador 2018: Marc Márquez - Repsol Honda Team                                     | Resultados completos: Entrenamientos \| Clasificación \| Carrera |                   |                  |                             |                             |
| 4     | 3, 4 y 5 de mayo           | Gran Premio de España Circuito de Jerez-Ángel Nieto Longitud: 4,423 km Vueltas: 25 Distancia de carrera: 110,575 km Ganador 2018: Marc Márquez - Repsol Honda Team                                     |                                                                  | FP1               | Marc Márquez     | Pole Position               | Fabio Quartararo (1:36.880) |
| 4     | 3, 4 y 5 de mayo           | Gran Premio de España Circuito de Jerez-Ángel Nieto Longitud: 4,423 km Vueltas: 25 Distancia de carrera: 110,575 km Ganador 2018: Marc Márquez - Repsol Honda Team                                     | FP2                                                              | Danilo Petrucci   | Warm Up          | Marc Márquez                |                             |
| 4     | 3, 4 y 5 de mayo           | Gran Premio de España Circuito de Jerez-Ángel Nieto Longitud: 4,423 km Vueltas: 25 Distancia de carrera: 110,575 km Ganador 2018: Marc Márquez - Repsol Honda Team                                     | FP3                                                              | Danilo Petrucci   | Ganador          | Marc Márquez                |                             |
| 4     | 3, 4 y 5 de mayo           | Gran Premio de España Circuito de Jerez-Ángel Nieto Longitud: 4,423 km Vueltas: 25 Distancia de carrera: 110,575 km Ganador 2018: Marc Márquez - Repsol Honda Team                                     | FP4                                                              | Marc Márquez      | 2.o puesto       | Álex Rins                   |                             |
| 4     | 3, 4 y 5 de mayo           | Gran Premio de España Circuito de Jerez-Ángel Nieto Longitud: 4,423 km Vueltas: 25 Distancia de carrera: 110,575 km Ganador 2018: Marc Márquez - Repsol Honda Team                                     | Q1                                                               | Maverick Viñales  | 3.er puesto      | Maverick Viñales            |                             |
| 4     | 3, 4 y 5 de mayo           | Gran Premio de España Circuito de Jerez-Ángel Nieto Longitud: 4,423 km Vueltas: 25 Distancia de carrera: 110,575 km Ganador 2018: Marc Márquez - Repsol Honda Team                                     | Q1                                                               | Francesco Bagnaia | Vuelta rápida    | Marc Márquez (1:38.051)     |                             |
| 4     | 3, 4 y 5 de mayo           | Gran Premio de España Circuito de Jerez-Ángel Nieto Longitud: 4,423 km Vueltas: 25 Distancia de carrera: 110,575 km Ganador 2018: Marc Márquez - Repsol Honda Team                                     | Resultados completos: Entrenamientos \| Clasificación \| Carrera |                   |                  |                             |                             |
| 5     | 17, 18 y 19 de mayo        | Gran Premio de Francia Circuito de Bugatti Longitud: 4,185 km Vueltas: 27 Distancia de carrera: 112,995 km Ganador 2018: Marc Márquez - Repsol Honda Team                                              |                                                                  | FP1               | Fabio Quartararo | Pole Position               | Marc Márquez (1:40.952)     |
| 5     | 17, 18 y 19 de mayo        | Gran Premio de Francia Circuito de Bugatti Longitud: 4,185 km Vueltas: 27 Distancia de carrera: 112,995 km Ganador 2018: Marc Márquez - Repsol Honda Team                                              | FP2                                                              | Maverick Viñales  | Warm Up          | Fabio Quartararo            |                             |
| 5     | 17, 18 y 19 de mayo        | Gran Premio de Francia Circuito de Bugatti Longitud: 4,185 km Vueltas: 27 Distancia de carrera: 112,995 km Ganador 2018: Marc Márquez - Repsol Honda Team                                              | FP3                                                              | Maverick Viñales  | Ganador          | Marc Márquez                |                             |
| 5     | 17, 18 y 19 de mayo        | Gran Premio de Francia Circuito de Bugatti Longitud: 4,185 km Vueltas: 27 Distancia de carrera: 112,995 km Ganador 2018: Marc Márquez - Repsol Honda Team                                              | FP4                                                              | Marc Márquez      | 2.o puesto       | Andrea Dovizioso            |                             |
| 5     | 17, 18 y 19 de mayo        | Gran Premio de Francia Circuito de Bugatti Longitud: 4,185 km Vueltas: 27 Distancia de carrera: 112,995 km Ganador 2018: Marc Márquez - Repsol Honda Team                                              | Q1                                                               | Valentino Rossi   | 3.er puesto      | Danilo Petrucci             |                             |
| 5     | 17, 18 y 19 de mayo        | Gran Premio de Francia Circuito de Bugatti Longitud: 4,185 km Vueltas: 27 Distancia de carrera: 112,995 km Ganador 2018: Marc Márquez - Repsol Honda Team                                              | Q1                                                               | Franco Morbidelli | Vuelta rápida    | Fabio Quartararo (1:32.355) |                             |
| 5     | 17, 18 y 19 de mayo        | Gran Premio de Francia Circuito de Bugatti Longitud: 4,185 km Vueltas: 27 Distancia de carrera: 112,995 km Ganador 2018: Marc Márquez - Repsol Honda Team                                              | Resultados completos: Entrenamientos \| Clasificación \| Carrera |                   |                  |                             |                             |
| 6     | 31 de mayo, 1 y 2 de junio | Gran Premio de Italia Autódromo Internacional del Mugello Longitud: 5,245 km Vueltas: 23 Distancia de carrera: 120,635 km Ganador 2018: Jorge Lorenzo - Ducati Team                                    |                                                                  | FP1               | Marc Márquez     | Pole Position               | Marc Márquez (1:45.519)     |
| 6     | 31 de mayo, 1 y 2 de junio | Gran Premio de Italia Autódromo Internacional del Mugello Longitud: 5,245 km Vueltas: 23 Distancia de carrera: 120,635 km Ganador 2018: Jorge Lorenzo - Ducati Team                                    | FP2                                                              | Francesco Bagnaia | Warm Up          | Marc Márquez                |                             |
| 6     | 31 de mayo, 1 y 2 de junio | Gran Premio de Italia Autódromo Internacional del Mugello Longitud: 5,245 km Vueltas: 23 Distancia de carrera: 120,635 km Ganador 2018: Jorge Lorenzo - Ducati Team                                    | FP3                                                              | Danilo Petrucci   | Ganador          | Danilo Petrucci             |                             |
| 6     | 31 de mayo, 1 y 2 de junio | Gran Premio de Italia Autódromo Internacional del Mugello Longitud: 5,245 km Vueltas: 23 Distancia de carrera: 120,635 km Ganador 2018: Jorge Lorenzo - Ducati Team                                    | FP4                                                              | Fabio Quartararo  | 2.o puesto       | Marc Márquez                |                             |
| 6     | 31 de mayo, 1 y 2 de junio | Gran Premio de Italia Autódromo Internacional del Mugello Longitud: 5,245 km Vueltas: 23 Distancia de carrera: 120,635 km Ganador 2018: Jorge Lorenzo - Ducati Team                                    | Q1                                                               | Andrea Dovizioso  | 3.er puesto      | Andrea Dovizioso            |                             |
| 6     | 31 de mayo, 1 y 2 de junio | Gran Premio de Italia Autódromo Internacional del Mugello Longitud: 5,245 km Vueltas: 23 Distancia de carrera: 120,635 km Ganador 2018: Jorge Lorenzo - Ducati Team                                    | Q1                                                               | Michele Pirro     | Vuelta rápida    | Jack Miller (1:47.657)      |                             |
| 6     | 31 de mayo, 1 y 2 de junio | Gran Premio de Italia Autódromo Internacional del Mugello Longitud: 5,245 km Vueltas: 23 Distancia de carrera: 120,635 km Ganador 2018: Jorge Lorenzo - Ducati Team                                    | Resultados completos: Entrenamientos \| Clasificación \| Carrera |                   |                  |                             |                             |
| 7     | 14, 15 y 16 de junio       | Gran Premio de Cataluña Circuito de Barcelona-Cataluña Longitud: 4,627 km Vueltas: 24 Distancia de carrera: 111,048 km Ganador 2018: Jorge Lorenzo - Ducati Team                                       |                                                                  | FP1               | Marc Márquez     | Pole Position               | Fabio Quartararo (1:39.484) |
| 7     | 14, 15 y 16 de junio       | Gran Premio de Cataluña Circuito de Barcelona-Cataluña Longitud: 4,627 km Vueltas: 24 Distancia de carrera: 111,048 km Ganador 2018: Jorge Lorenzo - Ducati Team                                       | FP2                                                              | Fabio Quartararo  | Warm Up          | Fabio Quartararo            |                             |
| 7     | 14, 15 y 16 de junio       | Gran Premio de Cataluña Circuito de Barcelona-Cataluña Longitud: 4,627 km Vueltas: 24 Distancia de carrera: 111,048 km Ganador 2018: Jorge Lorenzo - Ducati Team                                       | FP3                                                              | Álex Rins         | Ganador          | Marc Márquez                |                             |
| 7     | 14, 15 y 16 de junio       | Gran Premio de Cataluña Circuito de Barcelona-Cataluña Longitud: 4,627 km Vueltas: 24 Distancia de carrera: 111,048 km Ganador 2018: Jorge Lorenzo - Ducati Team                                       | FP4                                                              | Fabio Quartararo  | 2.o puesto       | Fabio Quartararo            |                             |
| 7     | 14, 15 y 16 de junio       | Gran Premio de Cataluña Circuito de Barcelona-Cataluña Longitud: 4,627 km Vueltas: 24 Distancia de carrera: 111,048 km Ganador 2018: Jorge Lorenzo - Ducati Team                                       | Q1                                                               | Franco Morbidelli | 3.er puesto      | Danilo Petrucci             |                             |
| 7     | 14, 15 y 16 de junio       | Gran Premio de Cataluña Circuito de Barcelona-Cataluña Longitud: 4,627 km Vueltas: 24 Distancia de carrera: 111,048 km Ganador 2018: Jorge Lorenzo - Ducati Team                                       | Q1                                                               | Joan Mir          | Vuelta rápida    | Marc Márquez (1:40.507)     |                             |
| 7     | 14, 15 y 16 de junio       | Gran Premio de Cataluña Circuito de Barcelona-Cataluña Longitud: 4,627 km Vueltas: 24 Distancia de carrera: 111,048 km Ganador 2018: Jorge Lorenzo - Ducati Team                                       | Resultados completos: Entrenamientos \| Clasificación \| Carrera |                   |                  |                             |                             |
| 8     | 28, 29 y 30 de junio       | TT Assen Circuito de Assen Longitud: 4,542 km Vueltas: 26 Distancia de carrera: 118,092 km Ganador 2018: Marc Márquez - Repsol Honda Team                                                              |                                                                  | FP1               | Fabio Quartararo | Pole Position               | Fabio Quartararo (1:32.017) |
| 8     | 28, 29 y 30 de junio       | TT Assen Circuito de Assen Longitud: 4,542 km Vueltas: 26 Distancia de carrera: 118,092 km Ganador 2018: Marc Márquez - Repsol Honda Team                                                              | FP2                                                              | Maverick Viñales  | Warm Up          | Maverick Viñales            |                             |
| 8     | 28, 29 y 30 de junio       | TT Assen Circuito de Assen Longitud: 4,542 km Vueltas: 26 Distancia de carrera: 118,092 km Ganador 2018: Marc Márquez - Repsol Honda Team                                                              | FP3                                                              | Fabio Quartararo  | Ganador          | Maverick Viñales            |                             |
| 8     | 28, 29 y 30 de junio       | TT Assen Circuito de Assen Longitud: 4,542 km Vueltas: 26 Distancia de carrera: 118,092 km Ganador 2018: Marc Márquez - Repsol Honda Team                                                              | FP4                                                              | Fabio Quartararo  | 2.o puesto       | Marc Márquez                |                             |
| 8     | 28, 29 y 30 de junio       | TT Assen Circuito de Assen Longitud: 4,542 km Vueltas: 26 Distancia de carrera: 118,092 km Ganador 2018: Marc Márquez - Repsol Honda Team                                                              | Q1                                                               | Álex Rins         | 3.er puesto      | Fabio Quartararo            |                             |
| 8     | 28, 29 y 30 de junio       | TT Assen Circuito de Assen Longitud: 4,542 km Vueltas: 26 Distancia de carrera: 118,092 km Ganador 2018: Marc Márquez - Repsol Honda Team                                                              | Q1                                                               | Pol Espargaró     | Vuelta rápida    | Marc Márquez (1:33.712)     |                             |
| 8     | 28, 29 y 30 de junio       | TT Assen Circuito de Assen Longitud: 4,542 km Vueltas: 26 Distancia de carrera: 118,092 km Ganador 2018: Marc Márquez - Repsol Honda Team                                                              | Resultados completos: Entrenamientos \| Clasificación \| Carrera |                   |                  |                             |                             |
| 9     | 5, 6 y 7 de julio          | Gran Premio de Alemania Sachsenring Longitud: 3,671 km Vueltas: 30 Distancia de carrera: 110,13 km Ganador 2018: Marc Márquez - Repsol Honda Team                                                      |                                                                  | FP1               | Fabio Quartararo | Pole Position               | Marc Márquez (1:20.195)     |
| 9     | 5, 6 y 7 de julio          | Gran Premio de Alemania Sachsenring Longitud: 3,671 km Vueltas: 30 Distancia de carrera: 110,13 km Ganador 2018: Marc Márquez - Repsol Honda Team                                                      | FP2                                                              | Marc Márquez      | Warm Up          | Marc Márquez                |                             |
| 9     | 5, 6 y 7 de julio          | Gran Premio de Alemania Sachsenring Longitud: 3,671 km Vueltas: 30 Distancia de carrera: 110,13 km Ganador 2018: Marc Márquez - Repsol Honda Team                                                      | FP3                                                              | Marc Márquez      | Ganador          | Marc Márquez                |                             |
| 9     | 5, 6 y 7 de julio          | Gran Premio de Alemania Sachsenring Longitud: 3,671 km Vueltas: 30 Distancia de carrera: 110,13 km Ganador 2018: Marc Márquez - Repsol Honda Team                                                      | FP4                                                              | Maverick Viñales  | 2.o puesto       | Maverick Viñales            |                             |
| 9     | 5, 6 y 7 de julio          | Gran Premio de Alemania Sachsenring Longitud: 3,671 km Vueltas: 30 Distancia de carrera: 110,13 km Ganador 2018: Marc Márquez - Repsol Honda Team                                                      | Q1                                                               | Valentino Rossi   | 3.er puesto      | Cal Crutchlow               |                             |
| 9     | 5, 6 y 7 de julio          | Gran Premio de Alemania Sachsenring Longitud: 3,671 km Vueltas: 30 Distancia de carrera: 110,13 km Ganador 2018: Marc Márquez - Repsol Honda Team                                                      | Q1                                                               | Takaaki Nakagami  | Vuelta rápida    | Marc Márquez (1:21.228)     |                             |
| 9     | 5, 6 y 7 de julio          | Gran Premio de Alemania Sachsenring Longitud: 3,671 km Vueltas: 30 Distancia de carrera: 110,13 km Ganador 2018: Marc Márquez - Repsol Honda Team                                                      | Resultados completos: Entrenamientos \| Clasificación \| Carrera |                   |                  |                             |                             |
| 10    | 2, 3 y 4 de agosto         | Gran Premio de la República Checa Autódromo de Brno Longitud: 5,403 km Vueltas: 20 Distancia de carrera: 108,06 km Ganador 2018: Andrea Dovizioso - Ducati Team                                        |                                                                  | FP1               | Andrea Dovizioso | Pole Position               | Marc Márquez (2:02.753)     |
| 10    | 2, 3 y 4 de agosto         | Gran Premio de la República Checa Autódromo de Brno Longitud: 5,403 km Vueltas: 20 Distancia de carrera: 108,06 km Ganador 2018: Andrea Dovizioso - Ducati Team                                        | FP2                                                              | Fabio Quartararo  | Warm Up          | Andrea Dovizioso            |                             |
| 10    | 2, 3 y 4 de agosto         | Gran Premio de la República Checa Autódromo de Brno Longitud: 5,403 km Vueltas: 20 Distancia de carrera: 108,06 km Ganador 2018: Andrea Dovizioso - Ducati Team                                        | FP3                                                              | Marc Márquez      | Ganador          | Marc Márquez                |                             |
| 10    | 2, 3 y 4 de agosto         | Gran Premio de la República Checa Autódromo de Brno Longitud: 5,403 km Vueltas: 20 Distancia de carrera: 108,06 km Ganador 2018: Andrea Dovizioso - Ducati Team                                        | FP4                                                              | Marc Márquez      | 2.o puesto       | Andrea Dovizioso            |                             |
| 10    | 2, 3 y 4 de agosto         | Gran Premio de la República Checa Autódromo de Brno Longitud: 5,403 km Vueltas: 20 Distancia de carrera: 108,06 km Ganador 2018: Andrea Dovizioso - Ducati Team                                        | Q1                                                               | Johann Zarco      | 3.er puesto      | Jack Miller                 |                             |
| 10    | 2, 3 y 4 de agosto         | Gran Premio de la República Checa Autódromo de Brno Longitud: 5,403 km Vueltas: 20 Distancia de carrera: 108,06 km Ganador 2018: Andrea Dovizioso - Ducati Team                                        | Q1                                                               | Pol Espargaró     | Vuelta rápida    | Álex Rins (1:56.912)        |                             |
| 10    | 2, 3 y 4 de agosto         | Gran Premio de la República Checa Autódromo de Brno Longitud: 5,403 km Vueltas: 20 Distancia de carrera: 108,06 km Ganador 2018: Andrea Dovizioso - Ducati Team                                        | Resultados completos: Entrenamientos \| Clasificación \| Carrera |                   |                  |                             |                             |
| 11    | 9, 10 y 11 de agosto       | Gran Premio de Austria Red Bull Ring Longitud: 4,318 km Vueltas: 28 Distancia de carrera: 120,904 km Ganador 2018: Jorge Lorenzo - Ducati Team                                                         |                                                                  | FP1               | Andrea Dovizioso | Pole Position               | Marc Márquez (1:23.027)     |
| 11    | 9, 10 y 11 de agosto       | Gran Premio de Austria Red Bull Ring Longitud: 4,318 km Vueltas: 28 Distancia de carrera: 120,904 km Ganador 2018: Jorge Lorenzo - Ducati Team                                                         | FP2                                                              | Marc Márquez      | Warm Up          | Joan Mir                    |                             |
| 11    | 9, 10 y 11 de agosto       | Gran Premio de Austria Red Bull Ring Longitud: 4,318 km Vueltas: 28 Distancia de carrera: 120,904 km Ganador 2018: Jorge Lorenzo - Ducati Team                                                         | FP3                                                              | Marc Márquez      | Ganador          | Andrea Dovizioso            |                             |
| 11    | 9, 10 y 11 de agosto       | Gran Premio de Austria Red Bull Ring Longitud: 4,318 km Vueltas: 28 Distancia de carrera: 120,904 km Ganador 2018: Jorge Lorenzo - Ducati Team                                                         | FP4                                                              | Maverick Viñales  | 2.o puesto       | Marc Márquez                |                             |
| 11    | 9, 10 y 11 de agosto       | Gran Premio de Austria Red Bull Ring Longitud: 4,318 km Vueltas: 28 Distancia de carrera: 120,904 km Ganador 2018: Jorge Lorenzo - Ducati Team                                                         | Q1                                                               | Cal Crutchlow     | 3.er puesto      | Fabio Quartararo            |                             |
| 11    | 9, 10 y 11 de agosto       | Gran Premio de Austria Red Bull Ring Longitud: 4,318 km Vueltas: 28 Distancia de carrera: 120,904 km Ganador 2018: Jorge Lorenzo - Ducati Team                                                         | Q1                                                               | Francesco Bagnaia | Vuelta rápida    | Andrea Dovizioso (1:23.827) |                             |
| 11    | 9, 10 y 11 de agosto       | Gran Premio de Austria Red Bull Ring Longitud: 4,318 km Vueltas: 28 Distancia de carrera: 120,904 km Ganador 2018: Jorge Lorenzo - Ducati Team                                                         | Resultados completos: Entrenamientos \| Clasificación \| Carrera |                   |                  |                             |                             |
| 12    | 23, 24 y 25 de agosto      | Gran Premio de Gran Bretaña Silverstone Longitud: 5,900 km Vueltas: 20 Distancia de carrera: 118 km Ganador 2017: Andrea Dovizioso - Ducati Team                                                       |                                                                  | FP1               | Fabio Quartararo | Pole Position               | Marc Márquez (1:58.168)     |
| 12    | 23, 24 y 25 de agosto      | Gran Premio de Gran Bretaña Silverstone Longitud: 5,900 km Vueltas: 20 Distancia de carrera: 118 km Ganador 2017: Andrea Dovizioso - Ducati Team                                                       | FP2                                                              | Fabio Quartararo  | Warm Up          | Fabio Quartararo            |                             |
| 12    | 23, 24 y 25 de agosto      | Gran Premio de Gran Bretaña Silverstone Longitud: 5,900 km Vueltas: 20 Distancia de carrera: 118 km Ganador 2017: Andrea Dovizioso - Ducati Team                                                       | FP3                                                              | Fabio Quartararo  | Ganador          | Álex Rins                   |                             |
| 12    | 23, 24 y 25 de agosto      | Gran Premio de Gran Bretaña Silverstone Longitud: 5,900 km Vueltas: 20 Distancia de carrera: 118 km Ganador 2017: Andrea Dovizioso - Ducati Team                                                       | FP4                                                              | Marc Márquez      | 2.o puesto       | Marc Márquez                |                             |
| 12    | 23, 24 y 25 de agosto      | Gran Premio de Gran Bretaña Silverstone Longitud: 5,900 km Vueltas: 20 Distancia de carrera: 118 km Ganador 2017: Andrea Dovizioso - Ducati Team                                                       | Q1                                                               | Andrea Dovizioso  | 3.er puesto      | Maverick Viñales            |                             |
| 12    | 23, 24 y 25 de agosto      | Gran Premio de Gran Bretaña Silverstone Longitud: 5,900 km Vueltas: 20 Distancia de carrera: 118 km Ganador 2017: Andrea Dovizioso - Ducati Team                                                       | Q1                                                               | Álex Rins         | Vuelta rápida    | Marc Márquez (1:59.936)     |                             |
| 12    | 23, 24 y 25 de agosto      | Gran Premio de Gran Bretaña Silverstone Longitud: 5,900 km Vueltas: 20 Distancia de carrera: 118 km Ganador 2017: Andrea Dovizioso - Ducati Team                                                       | Resultados completos: Entrenamientos \| Clasificación \| Carrera |                   |                  |                             |                             |
| 13    | 13, 14 y 15 de septiembre  | Gran Premio de San Marino y de la Riviera de Rimini Misano World Circuit Marco Simoncelli Longitud: 4,226 km Vueltas: 27 Distancia de carrera: 114,102 km Ganador 2018: Andrea Dovizioso - Ducati Team |                                                                  | FP1               | Fabio Quartararo | Pole Position               | Maverick Viñales (1:32.265) |
| 13    | 13, 14 y 15 de septiembre  | Gran Premio de San Marino y de la Riviera de Rimini Misano World Circuit Marco Simoncelli Longitud: 4,226 km Vueltas: 27 Distancia de carrera: 114,102 km Ganador 2018: Andrea Dovizioso - Ducati Team | FP2                                                              | Maverick Viñales  | Warm Up          | Marc Márquez                |                             |
| 13    | 13, 14 y 15 de septiembre  | Gran Premio de San Marino y de la Riviera de Rimini Misano World Circuit Marco Simoncelli Longitud: 4,226 km Vueltas: 27 Distancia de carrera: 114,102 km Ganador 2018: Andrea Dovizioso - Ducati Team | FP3                                                              | Fabio Quartararo  | Ganador          | Marc Márquez                |                             |
| 13    | 13, 14 y 15 de septiembre  | Gran Premio de San Marino y de la Riviera de Rimini Misano World Circuit Marco Simoncelli Longitud: 4,226 km Vueltas: 27 Distancia de carrera: 114,102 km Ganador 2018: Andrea Dovizioso - Ducati Team | FP4                                                              | Marc Márquez      | 2.o puesto       | Fabio Quartararo            |                             |
| 13    | 13, 14 y 15 de septiembre  | Gran Premio de San Marino y de la Riviera de Rimini Misano World Circuit Marco Simoncelli Longitud: 4,226 km Vueltas: 27 Distancia de carrera: 114,102 km Ganador 2018: Andrea Dovizioso - Ducati Team | Q1                                                               | Johann Zarco      | 3.er puesto      | Maverick Viñales            |                             |
| 13    | 13, 14 y 15 de septiembre  | Gran Premio de San Marino y de la Riviera de Rimini Misano World Circuit Marco Simoncelli Longitud: 4,226 km Vueltas: 27 Distancia de carrera: 114,102 km Ganador 2018: Andrea Dovizioso - Ducati Team | Q1                                                               | Joan Mir          | Vuelta rápida    | Marc Márquez (1:33.355)     |                             |
| 13    | 13, 14 y 15 de septiembre  | Gran Premio de San Marino y de la Riviera de Rimini Misano World Circuit Marco Simoncelli Longitud: 4,226 km Vueltas: 27 Distancia de carrera: 114,102 km Ganador 2018: Andrea Dovizioso - Ducati Team | Resultados completos: Entrenamientos \| Clasificación \| Carrera |                   |                  |                             |                             |
| 14    | 20, 21 y 22 de septiembre  | Gran Premio de Aragón MotorLand Aragón Longitud: 5,077 km Vueltas: 23 Distancia de carrera: 116,771 km Ganador 2018: Marc Márquez - Repsol Honda Team                                                  |                                                                  | FP1               | Marc Márquez     | Pole Position               | Marc Márquez (1:47.009)     |
| 14    | 20, 21 y 22 de septiembre  | Gran Premio de Aragón MotorLand Aragón Longitud: 5,077 km Vueltas: 23 Distancia de carrera: 116,771 km Ganador 2018: Marc Márquez - Repsol Honda Team                                                  | FP2                                                              | Maverick Viñales  | Warm Up          | Maverick Viñales            |                             |
| 14    | 20, 21 y 22 de septiembre  | Gran Premio de Aragón MotorLand Aragón Longitud: 5,077 km Vueltas: 23 Distancia de carrera: 116,771 km Ganador 2018: Marc Márquez - Repsol Honda Team                                                  | FP3                                                              | Álex Rins         | Ganador          | Marc Márquez                |                             |
| 14    | 20, 21 y 22 de septiembre  | Gran Premio de Aragón MotorLand Aragón Longitud: 5,077 km Vueltas: 23 Distancia de carrera: 116,771 km Ganador 2018: Marc Márquez - Repsol Honda Team                                                  | FP4                                                              | Marc Márquez      | 2.o puesto       | Andrea Dovizioso            |                             |
| 14    | 20, 21 y 22 de septiembre  | Gran Premio de Aragón MotorLand Aragón Longitud: 5,077 km Vueltas: 23 Distancia de carrera: 116,771 km Ganador 2018: Marc Márquez - Repsol Honda Team                                                  | Q1                                                               | Franco Morbidelli | 3.er puesto      | Jack Miller                 |                             |
| 14    | 20, 21 y 22 de septiembre  | Gran Premio de Aragón MotorLand Aragón Longitud: 5,077 km Vueltas: 23 Distancia de carrera: 116,771 km Ganador 2018: Marc Márquez - Repsol Honda Team                                                  | Q1                                                               | Andrea Iannone    | Vuelta rápida    | Marc Márquez (1:48.330)     |                             |
| 14    | 20, 21 y 22 de septiembre  | Gran Premio de Aragón MotorLand Aragón Longitud: 5,077 km Vueltas: 23 Distancia de carrera: 116,771 km Ganador 2018: Marc Márquez - Repsol Honda Team                                                  | Resultados completos: Entrenamientos \| Clasificación \| Carrera |                   |                  |                             |                             |
| 15    | 4, 5 y 6 de octubre        | Gran Premio de Tailandia Circuito Internacional de Chang Longitud: 4,554 km Vueltas: 26 Distancia de carrera: 118,404 km Ganador 2018: Marc Márquez - Repsol Honda Team                                |                                                                  | FP1               | Maverick Viñales | Pole Position               | Fabio Quartararo (1:29.719) |
| 15    | 4, 5 y 6 de octubre        | Gran Premio de Tailandia Circuito Internacional de Chang Longitud: 4,554 km Vueltas: 26 Distancia de carrera: 118,404 km Ganador 2018: Marc Márquez - Repsol Honda Team                                | FP2                                                              | Fabio Quartararo  | Warm Up          | Marc Márquez                |                             |
| 15    | 4, 5 y 6 de octubre        | Gran Premio de Tailandia Circuito Internacional de Chang Longitud: 4,554 km Vueltas: 26 Distancia de carrera: 118,404 km Ganador 2018: Marc Márquez - Repsol Honda Team                                | FP3                                                              | Andrea Dovizioso  | Ganador          | Marc Márquez                |                             |
| 15    | 4, 5 y 6 de octubre        | Gran Premio de Tailandia Circuito Internacional de Chang Longitud: 4,554 km Vueltas: 26 Distancia de carrera: 118,404 km Ganador 2018: Marc Márquez - Repsol Honda Team                                | FP4                                                              | Fabio Quartararo  | 2.o puesto       | Fabio Quartararo            |                             |
| 15    | 4, 5 y 6 de octubre        | Gran Premio de Tailandia Circuito Internacional de Chang Longitud: 4,554 km Vueltas: 26 Distancia de carrera: 118,404 km Ganador 2018: Marc Márquez - Repsol Honda Team                                | Q1                                                               | Danilo Petrucci   | 3.er puesto      | Maverick Viñales            |                             |
| 15    | 4, 5 y 6 de octubre        | Gran Premio de Tailandia Circuito Internacional de Chang Longitud: 4,554 km Vueltas: 26 Distancia de carrera: 118,404 km Ganador 2018: Marc Márquez - Repsol Honda Team                                | Q1                                                               | Pol Espargaró     | Vuelta rápida    | Marc Márquez (1:30.904)     |                             |
| 15    | 4, 5 y 6 de octubre        | Gran Premio de Tailandia Circuito Internacional de Chang Longitud: 4,554 km Vueltas: 26 Distancia de carrera: 118,404 km Ganador 2018: Marc Márquez - Repsol Honda Team                                | Resultados completos: Entrenamientos \| Clasificación \| Carrera |                   |                  |                             |                             |
| 16    | 18, 19 y 20 de octubre     | Gran Premio de Japón Twin Ring Motegi Longitud: 4,801 km Vueltas: 24 Distancia de carrera: 115,224 km Ganador 2018: Marc Márquez - Repsol Honda Team                                                   |                                                                  | FP1               | Maverick Viñales | Pole Position               | Marc Márquez (1:45.763)     |
| 16    | 18, 19 y 20 de octubre     | Gran Premio de Japón Twin Ring Motegi Longitud: 4,801 km Vueltas: 24 Distancia de carrera: 115,224 km Ganador 2018: Marc Márquez - Repsol Honda Team                                                   | FP2                                                              | Fabio Quartararo  | Warm Up          | Marc Márquez                |                             |
| 16    | 18, 19 y 20 de octubre     | Gran Premio de Japón Twin Ring Motegi Longitud: 4,801 km Vueltas: 24 Distancia de carrera: 115,224 km Ganador 2018: Marc Márquez - Repsol Honda Team                                                   | FP3                                                              | Danilo Petrucci   | Ganador          | Marc Márquez                |                             |
| 16    | 18, 19 y 20 de octubre     | Gran Premio de Japón Twin Ring Motegi Longitud: 4,801 km Vueltas: 24 Distancia de carrera: 115,224 km Ganador 2018: Marc Márquez - Repsol Honda Team                                                   | FP4                                                              | Marc Márquez      | 2.o puesto       | Fabio Quartararo            |                             |
| 16    | 18, 19 y 20 de octubre     | Gran Premio de Japón Twin Ring Motegi Longitud: 4,801 km Vueltas: 24 Distancia de carrera: 115,224 km Ganador 2018: Marc Márquez - Repsol Honda Team                                                   | Q1                                                               | Cal Crutchlow     | 3.er puesto      | Andrea Dovizioso            |                             |
| 16    | 18, 19 y 20 de octubre     | Gran Premio de Japón Twin Ring Motegi Longitud: 4,801 km Vueltas: 24 Distancia de carrera: 115,224 km Ganador 2018: Marc Márquez - Repsol Honda Team                                                   | Q1                                                               | Álex Rins         | Vuelta rápida    | Marc Márquez (1:45.766)     |                             |
| 16    | 18, 19 y 20 de octubre     | Gran Premio de Japón Twin Ring Motegi Longitud: 4,801 km Vueltas: 24 Distancia de carrera: 115,224 km Ganador 2018: Marc Márquez - Repsol Honda Team                                                   | Resultados completos: Entrenamientos \| Clasificación \| Carrera |                   |                  |                             |                             |
| 17    | 25, 26 y 27 de octubre     | Gran Premio de Australia Phillip Island Longitud: 4,448 km Vueltas: 27 Distancia de carrera: 120,096 km Ganador 2018: Maverick Viñales - Movistar Yamaha MotoGP                                        |                                                                  | FP1               | Maverick Viñales | Pole Position               | Maverick Viñales (1:28.492) |
| 17    | 25, 26 y 27 de octubre     | Gran Premio de Australia Phillip Island Longitud: 4,448 km Vueltas: 27 Distancia de carrera: 120,096 km Ganador 2018: Maverick Viñales - Movistar Yamaha MotoGP                                        | FP2                                                              | Maverick Viñales  | Warm Up          | Maverick Viñales            |                             |
| 17    | 25, 26 y 27 de octubre     | Gran Premio de Australia Phillip Island Longitud: 4,448 km Vueltas: 27 Distancia de carrera: 120,096 km Ganador 2018: Maverick Viñales - Movistar Yamaha MotoGP                                        | FP3                                                              | Maverick Viñales  | Ganador          | Marc Márquez                |                             |
| 17    | 25, 26 y 27 de octubre     | Gran Premio de Australia Phillip Island Longitud: 4,448 km Vueltas: 27 Distancia de carrera: 120,096 km Ganador 2018: Maverick Viñales - Movistar Yamaha MotoGP                                        | FP4                                                              | Marc Márquez      | 2.o puesto       | Cal Crutchlow               |                             |
| 17    | 25, 26 y 27 de octubre     | Gran Premio de Australia Phillip Island Longitud: 4,448 km Vueltas: 27 Distancia de carrera: 120,096 km Ganador 2018: Maverick Viñales - Movistar Yamaha MotoGP                                        | Q1                                                               | Fabio Quartararo  | 3.er puesto      | Jack Miller                 |                             |
| 17    | 25, 26 y 27 de octubre     | Gran Premio de Australia Phillip Island Longitud: 4,448 km Vueltas: 27 Distancia de carrera: 120,096 km Ganador 2018: Maverick Viñales - Movistar Yamaha MotoGP                                        | Q1                                                               | Andrea Iannone    | Vuelta rápida    | Maverick Viñales (1:29.322) |                             |
| 17    | 25, 26 y 27 de octubre     | Gran Premio de Australia Phillip Island Longitud: 4,448 km Vueltas: 27 Distancia de carrera: 120,096 km Ganador 2018: Maverick Viñales - Movistar Yamaha MotoGP                                        | Resultados completos: Entrenamientos \| Clasificación \| Carrera |                   |                  |                             |                             |
| 18    | 25, 26 y 27 de octubre     | Gran Premio de Malasia Circuito Internacional de Sepang Longitud: 5,543 km Vueltas: 20 Distancia de carrera: 110,86 km Ganador 2018: Marc Márquez - Repsol Honda Team                                  |                                                                  | FP1               | Fabio Quartararo | Pole Position               | Fabio Quartararo (1:58.303) |
| 18    | 25, 26 y 27 de octubre     | Gran Premio de Malasia Circuito Internacional de Sepang Longitud: 5,543 km Vueltas: 20 Distancia de carrera: 110,86 km Ganador 2018: Marc Márquez - Repsol Honda Team                                  | FP2                                                              | Fabio Quartararo  | Warm Up          | Joan Mir                    |                             |
| 18    | 25, 26 y 27 de octubre     | Gran Premio de Malasia Circuito Internacional de Sepang Longitud: 5,543 km Vueltas: 20 Distancia de carrera: 110,86 km Ganador 2018: Marc Márquez - Repsol Honda Team                                  | FP3                                                              | Franco Morbidelli | Ganador          | Maverick Viñales            |                             |
| 18    | 25, 26 y 27 de octubre     | Gran Premio de Malasia Circuito Internacional de Sepang Longitud: 5,543 km Vueltas: 20 Distancia de carrera: 110,86 km Ganador 2018: Marc Márquez - Repsol Honda Team                                  | FP4                                                              | Franco Morbidelli | 2.o puesto       | Marc Márquez                |                             |
| 18    | 25, 26 y 27 de octubre     | Gran Premio de Malasia Circuito Internacional de Sepang Longitud: 5,543 km Vueltas: 20 Distancia de carrera: 110,86 km Ganador 2018: Marc Márquez - Repsol Honda Team                                  | Q1                                                               | Cal Crutchlow     | 3.er puesto      | Andrea Dovizioso            |                             |
| 18    | 25, 26 y 27 de octubre     | Gran Premio de Malasia Circuito Internacional de Sepang Longitud: 5,543 km Vueltas: 20 Distancia de carrera: 110,86 km Ganador 2018: Marc Márquez - Repsol Honda Team                                  | Q1                                                               | Danilo Petrucci   | Vuelta rápida    | Valentino Rossi (1:59.661)  |                             |
| 18    | 25, 26 y 27 de octubre     | Gran Premio de Malasia Circuito Internacional de Sepang Longitud: 5,543 km Vueltas: 20 Distancia de carrera: 110,86 km Ganador 2018: Marc Márquez - Repsol Honda Team                                  | Resultados completos: Entrenamientos \| Clasificación \| Carrera |                   |                  |                             |                             |
| 19    | 15, 16 y 17 de noviembre   | Gran Premio de la Comunidad Valenciana Circuito Ricardo Tormo Longitud: 4,005 km Vueltas: 27 Distancia de carrera: 108,135 km Ganador 2018: Andrea Dovizioso - Ducati Team                             |                                                                  | FP1               | Fabio Quartararo | Pole Position               | Fabio Quartararo (1:29.978) |
| 19    | 15, 16 y 17 de noviembre   | Gran Premio de la Comunidad Valenciana Circuito Ricardo Tormo Longitud: 4,005 km Vueltas: 27 Distancia de carrera: 108,135 km Ganador 2018: Andrea Dovizioso - Ducati Team                             | FP2                                                              | Fabio Quartararo  | Warm Up          | Marc Márquez                |                             |
| 19    | 15, 16 y 17 de noviembre   | Gran Premio de la Comunidad Valenciana Circuito Ricardo Tormo Longitud: 4,005 km Vueltas: 27 Distancia de carrera: 108,135 km Ganador 2018: Andrea Dovizioso - Ducati Team                             | FP3                                                              | Fabio Quartararo  | Ganador          | Marc Márquez                |                             |
| 19    | 15, 16 y 17 de noviembre   | Gran Premio de la Comunidad Valenciana Circuito Ricardo Tormo Longitud: 4,005 km Vueltas: 27 Distancia de carrera: 108,135 km Ganador 2018: Andrea Dovizioso - Ducati Team                             | FP4                                                              | Maverick Viñales  | 2.o puesto       | Fabio Quartararo            |                             |
| 19    | 15, 16 y 17 de noviembre   | Gran Premio de la Comunidad Valenciana Circuito Ricardo Tormo Longitud: 4,005 km Vueltas: 27 Distancia de carrera: 108,135 km Ganador 2018: Andrea Dovizioso - Ducati Team                             | Q1                                                               | Álex Rins         | 3.er puesto      | Jack Miller                 |                             |
| 19    | 15, 16 y 17 de noviembre   | Gran Premio de la Comunidad Valenciana Circuito Ricardo Tormo Longitud: 4,005 km Vueltas: 27 Distancia de carrera: 108,135 km Ganador 2018: Andrea Dovizioso - Ducati Team                             | Q1                                                               | Pol Espargaró     | Vuelta rápida    | Marc Márquez (1:31.116)     |                             |
| 19    | 15, 16 y 17 de noviembre   | Gran Premio de la Comunidad Valenciana Circuito Ricardo Tormo Longitud: 4,005 km Vueltas: 27 Distancia de carrera: 108,135 km Ganador 2018: Andrea Dovizioso - Ducati Team                             | Resultados completos: Entrenamientos \| Clasificación \| Carrera |                   |                  |                             |                             |

## Clasificaciones
Sistema de puntuación
Los puntos se reparten entre los quince primeros clasificados en acabar la carrera. 
Sistema de puntuación de 1993 hasta 2022:
| Posición | 1.º | 2.º | 3.º | 4.º | 5.º | 6.º | 7.º | 8.º | 9.º | 10.º | 11.º | 12.º | 13.º | 14.º | 15.º |
| Puntos   | 25  | 20  | 16  | 13  | 11  | 10  | 9   | 8   | 7   | 6    | 5    | 4    | 3    | 2    | 1    |

### Campeonato de Pilotos
| Pos.    | Piloto            | Cat.    | QAT | ARG | AME | ESP | FRA | ITA | CAT | NED | GER | CZE | AUT | GBR | RSM | ARA | THA | JPN | AUS | MYS | VAL | Pts.   |
| ------- | ----------------- | ------- | --- | --- | --- | --- | --- | --- | --- | --- | --- | --- | --- | --- | --- | --- | --- | --- | --- | --- | --- | ------ |
| 1       | Marc Márquez      | Honda   | 2   | 1   | Ret | 1   | 1   | 2   | 1   | 2   | 1   | 1   | 2   | 2   | 1   | 1   | 1   | 1   | 1   | 2   | 1   | 420    |
| 2       | Andrea Dovizioso  | Ducati  | 1   | 3   | 4   | 4   | 2   | 3   | Ret | 4   | 5   | 2   | 1   | Ret | 6   | 2   | 4   | 3   | 7   | 3   | 4   | 269    |
| 3       | Maverick Viñales  | Yamaha  | 7   | Ret | 11  | 3   | Ret | 6   | Ret | 1   | 2   | 10  | 5   | 3   | 3   | 4   | 3   | 4   | Ret | 1   | 6   | 211    |
| 4       | Álex Rins         | Suzuki  | 4   | 5   | 1   | 2   | 10  | 4   | 4   | Ret | Ret | 4   | 6   | 1   | Ret | 9   | 5   | 7   | 9   | 5   | 5   | 205    |
| 5       | Fabio Quartararo  | Yamaha  | 16  | 8   | 7   | Ret | 8   | 10  | 2   | 3   | Ret | 7   | 3   | Ret | 2   | 5   | 2   | 2   | Ret | 7   | 2   | 192    |
| 6       | Danilo Petrucci   | Ducati  | 6   | 6   | 6   | 5   | 3   | 1   | 3   | 6   | 4   | 8   | 9   | 7   | 10  | 12  | 9   | 9   | Ret | 9   | Ret | 176    |
| 7       | Valentino Rossi   | Yamaha  | 5   | 2   | 2   | 6   | 5   | Ret | Ret | Ret | 8   | 6   | 4   | 4   | 4   | 8   | 8   | Ret | 8   | 4   | 8   | 174    |
| 8       | Jack Miller       | Ducati  | Ret | 4   | 3   | Ret | 4   | Ret | 5   | 9   | 6   | 3   | Ret | 8   | 9   | 3   | 14  | 10  | 3   | 8   | 3   | 165    |
| 9       | Cal Crutchlow     | Honda   | 3   | 13  | Ret | 8   | 9   | 8   | Ret | 7   | 3   | 5   | Ret | 6   | Ret | 6   | 12  | 5   | 2   | Ret | Ret | 133    |
| 10      | Franco Morbidelli | Yamaha  | 11  | Ret | 5   | 7   | 7   | Ret | Ret | 5   | 9   | Ret | 10  | 5   | 5   | Ret | 6   | 6   | 11  | 6   | Ret | 115    |
| 11      | Pol Espargaró     | KTM     | 12  | 10  | 8   | 13  | 6   | 9   | 7   | 11  | 12  | 11  | Ret | 9   | 7   | DNS | 13  | 11  | 12  | 11  | 10  | 100    |
| 12      | Joan Mir          | Suzuki  | 8   | Ret | 17  | Ret | 16  | 12  | 6   | 8   | 7   | Ret |     |     | 8   | 14  | 7   | 8   | 5   | 10  | 7   | 92     |
| 13      | Takaaki Nakagami  | Honda   | 9   | 7   | 10  | 9   | Ret | 5   | 8   | Ret | 14  | 9   | 11  | 17  | 18  | 10  | 10  | 16  |     |     |     | 74     |
| 14      | Aleix Espargaró   | Aprilia | 10  | 9   | Ret | 11  | 12  | 11  | Ret | 12  | Ret | 18  | 14  | Ret | 12  | 7   | Ret | 15  | 10  | 13  | 9   | 63     |
| 15      | Francesco Bagnaia | Ducati  | Ret | 14  | 9   | Ret | Ret | Ret | Ret | 14  | 17  | 12  | 7   | 11  | Ret | 16  | 11  | 13  | 4   | 12  | DNS | 54     |
| 16      | Andrea Iannone    | Aprilia | 14  | 17  | 12  | DNS | Ret | 15  | 11  | 10  | 13  | 17  | 16  | 10  | DNS | 11  | 15  | Ret | 6   | DSQ | DSQ | 43     |
| 17      | Miguel Oliveira   | KTM     | 17  | 11  | 14  | 18  | 15  | 16  | 12  | 13  | 18  | 13  | 8   | Ret | 16  | 13  | 16  | 12  | DNS | DNS |     | 33     |
| 18      | Johann Zarco      | KTM     | 15  | 15  | 13  | 14  | 13  | 17  | 10  | Ret | Ret | 14  | 12  | Ret | 11  |     |     |     |     |     |     | 30     |
| 18      | Johann Zarco      | Honda   |     |     |     |     |     |     |     |     |     |     |     |     |     |     |     |     | 13  | Ret | Ret | 30     |
| 19      | Jorge Lorenzo     | Honda   | 13  | 12  | Ret | 12  | 11  | 13  | Ret | DNS |     |     |     | 14  | 14  | 20  | 18  | 17  | 16  | 14  | 13  | 28     |
| 20      | Tito Rabat        | Ducati  | 19  | Ret | 15  | 15  | Ret | Ret | 9   | 16  | 11  | 16  | Ret | 16  | 13  | 15  | 17  | DNS | Ret |     | 11  | 23     |
| 21      | Stefan Bradl      | Honda   |     |     |     | 10  |     |     |     |     |     |     |     |     |     |     |     |     |     |     |     | 16     |
| 21      | Stefan Bradl      | Honda   |     |     |     |     |     |     |     |     | 10  | 15  | 13  |     |     |     |     |     |     |     |     | 16     |
| 22      | Michele Pirro     | Ducati  |     |     |     |     |     | 7   |     |     |     |     |     |     | Ret |     |     |     |     |     | Ret | 9      |
| 23      | Hafizh Syahrin    | KTM     | 20  | 16  | 18  | 19  | 14  | Ret | Ret | 15  | 16  | Ret | Ret | 13  | 15  | 21  | 20  | 19  | 15  | 16  | 15  | 9      |
| 24      | Karel Abraham     | Ducati  | 18  | Ret | 16  | 16  | DSQ | 14  | Ret | 17  | 15  | 19  | 15  | 15  | 17  | 18  | 19  | 18  | 14  | 17  | 14  | 9      |
| 25      | Sylvain Guintoli  | Suzuki  |     |     |     |     |     |     | 13  |     |     | 20  |     | 12  |     |     |     | 20  |     |     |     | 7      |
| 26      | Mika Kallio       | KTM     |     |     |     |     |     |     |     |     |     |     |     |     |     | 17  | Ret | 14  | Ret | 15  | 12  | 7      |
| 27      | Bradley Smith     | Aprilia | Ret |     |     | 17  |     |     | Ret |     |     |     |     |     |     | 19  |     |     |     |     |     | 0      |
| NC      | Iker Lecuona      | KTM     |     |     |     |     |     |     |     |     |     |     |     |     |     |     |     |     |     |     | Ret | 0      |
| Pos.    | Piloto            | Moto    | QAT | ARG | AME | ESP | FRA | ITA | CAT | NED | GER | CZE | AUT | GBR | RSM | ARA | THA | JPN | AUS | MYS | VAL | Puntos |
| Fuente: |                   |         |     |     |     |     |     |     |     |     |     |     |     |     |     |     |     |     |     |     |     |        |

| Color     | Resultado                                                               |
| --------- | ----------------------------------------------------------------------- |
| Oro       | Ganador                                                                 |
| Plata     | 2.ª plaza                                                               |
| Bronce    | 3.ª plaza                                                               |
| Verde     | Finalizó en los puntos                                                  |
| Azul      | Finalizó sin puntos                                                     |
| Azul      | NC - No clasificado                                                     |
| Violeta   | Ret - No terminó (Carrera)                                              |
| Rojo      | DNQ - No se clasificó                                                   |
| Negro     | DSQ - Descalificado                                                     |
| Blanco    | DNS - No empezó (carrera)                                               |
| Blanco    | WD - Retirado (fin de semana)                                           |
| Blanco    | C - Carrera cancelada                                                   |
| Sin color | DNP - Inscrito pero no participó                                        |
| Sin color | INJ - Lesionado                                                         |
| Sin color | EX - Excluido                                                           |
| Estado    | Resultado                                                               |
| Negrita   | Pole position                                                           |
| Cursiva   | Vuelta rápida                                                           |
| †         | Abandona, pero clasifica al completar el porcentaje requerido para ello |

### Campeonato de Pilotos Independientes
| Pos.    | Piloto            | Moto    | QAT | ARG | AME | ESP | FRA | ITA | CAT | NED | GER | CZE | AUT | GBR | RSM | ARA | THA | JPN | AUS | MYS | VAL | Puntos |
| ------- | ----------------- | ------- | --- | --- | --- | --- | --- | --- | --- | --- | --- | --- | --- | --- | --- | --- | --- | --- | --- | --- | --- | ------ |
| 1       | Fabio Quartararo  | Yamaha  | 16  | 8   | 7   | Ret | 8   | 10  | 2   | 3   | Ret | 7   | 3   | Ret | 2   | 5   | 2   | 2   | Ret | 7   | 2   | 192    |
| 2       | Jack Miller       | Ducati  | Ret | 4   | 3   | Ret | 4   | Ret | 5   | 9   | 6   | 3   | Ret | 8   | 9   | 3   | 14  | 10  | 3   | 8   | 3   | 165    |
| 3       | Cal Crutchlow     | Honda   | 3   | 13  | Ret | 8   | 9   | 8   | Ret | 7   | 3   | 5   | Ret | 6   | Ret | 6   | 12  | 5   | 2   | Ret | Ret | 133    |
| 4       | Franco Morbidelli | Yamaha  | 11  | Ret | 5   | 7   | 7   | Ret | Ret | 5   | 9   | Ret | 10  | 5   | 5   | Ret | 6   | 6   | 11  | 6   | Ret | 115    |
| 5       | Takaaki Nakagami  | Honda   | 9   | 7   | 10  | 9   | Ret | 5   | 8   | Ret | 14  | 9   | 11  | 17  | 18  | 10  | 10  | 16  | INJ | INJ | INJ | 74     |
| 6       | Aleix Espargaró   | Aprilia | 10  | 9   | Ret | 11  | 12  | 11  | Ret | 12  | Ret | 18  | 14  | Ret | 12  | 7   | Ret | 15  | 10  | 13  | 9   | 63     |
| 7       | Francesco Bagnaia | Ducati  | Ret | 14  | 9   | Ret | Ret | Ret | Ret | 14  | 17  | 12  | 7   | 11  | Ret | 16  | 11  | 13  | 4   | 12  | DNS | 54     |
| 8       | Andrea Iannone    | Aprilia | 14  | 17  | 12  | DNS | Ret | 15  | 11  | 10  | 13  | 17  | 16  | 10  | DNS | 11  | 15  | Ret | 6   | DSQ | DSQ | 43     |
| 9       | Miguel Oliveira   | KTM     | 17  | 11  | 14  | 18  | 15  | 16  | 12  | 13  | 18  | 13  | 8   | Ret | 16  | 13  | 16  | 12  | DNS | WD  | INJ | 33     |
| 10      | Tito Rabat        | Ducati  | 19  | Ret | 15  | 15  | Ret | Ret | 9   | 16  | 11  | 16  | Ret | 16  | 13  | 15  | 17  | DNS | Ret | INJ | 11  | 23     |
| 11      | Hafizh Syahrin    | KTM     | 20  | 16  | 18  | 19  | 14  | Ret | Ret | 15  | 16  | Ret | Ret | 13  | 15  | 21  | 20  | 19  | 15  | 16  | 15  | 9      |
| 12      | Karel Abraham     | Ducati  | 18  | Ret | 16  | 16  | DSQ | 14  | Ret | 17  | 15  | 19  | 15  | 15  | 17  | 18  | 19  | 18  | 14  | 17  | 14  | 9      |
| 13      | Johann Zarco      | Honda   |     |     |     |     |     |     |     |     |     |     |     |     |     |     |     |     | 13  | Ret | Ret | 3      |
| 14      | Bradley Smith     | Aprilia | Ret |     |     | 17  |     |     | Ret |     |     |     |     |     |     | 19  |     |     |     |     |     | 0      |
| NC      | Iker Lecuona      | KTM     |     |     |     |     |     |     |     |     |     |     |     |     |     |     |     |     |     |     | Ret | 0      |
| Pos.    | Piloto            | Moto    | QAT | ARG | AME | ESP | FRA | ITA | CAT | NED | GER | CZE | AUT | GBR | RSM | ARA | THA | JPN | AUS | MYS | VAL | Puntos |
| Fuente: |                   |         |     |     |     |     |     |     |     |     |     |     |     |     |     |     |     |     |     |     |     |        |

### Campeonato de Novatos
| Pos.    | Piloto            | Moto   | QAT | ARG | AME | ESP | FRA | ITA | CAT | NED | GER | CZE | AUT | GBR | RSM | ARA | THA | JPN | AUS | MYS | VAL | Puntos |
| ------- | ----------------- | ------ | --- | --- | --- | --- | --- | --- | --- | --- | --- | --- | --- | --- | --- | --- | --- | --- | --- | --- | --- | ------ |
| 1       | Fabio Quartararo  | Yamaha | 16  | 8   | 7   | Ret | 8   | 10  | 2   | 3   | Ret | 7   | 3   | Ret | 2   | 5   | 2   | 2   | Ret | 7   | 2   | 192    |
| 2       | Joan Mir          | Suzuki | 8   | Ret | 17  | Ret | 16  | 12  | 6   | 8   | 7   | Ret | INJ | INJ | 8   | 14  | 7   | 8   | 5   | 10  | 7   | 92     |
| 3       | Francesco Bagnaia | Ducati | Ret | 14  | 9   | Ret | Ret | Ret | Ret | 14  | 17  | 12  | 7   | 11  | Ret | 16  | 11  | 13  | 4   | 12  | DNS | 54     |
| 4       | Miguel Oliveira   | KTM    | 17  | 11  | 14  | 18  | 15  | 16  | 12  | 13  | 18  | 13  | 8   | Ret | 16  | 13  | 16  | 12  | DNS | WD  | INJ | 33     |
| Pos.    | Piloto            | Moto   | QAT | ARG | AME | ESP | FRA | ITA | CAT | NED | GER | CZE | AUT | GBR | RSM | ARA | THA | JPN | AUS | MYS | VAL | Puntos |
| Fuente: |                   |        |     |     |     |     |     |     |     |     |     |     |     |     |     |     |     |     |     |     |     |        |

### BMW M Award
| Pos.    | Piloto            | Moto    | QAT | ARG | AME | ESP | FRA | ITA | CAT | NED | GER | CZE | AUT | GBR | RSM | ARA | THA | JPN | AUS | MYS | VAL | Puntos |
| ------- | ----------------- | ------- | --- | --- | --- | --- | --- | --- | --- | --- | --- | --- | --- | --- | --- | --- | --- | --- | --- | --- | --- | ------ |
| 1       | Marc Márquez      | Honda   | 3   | 1   | 1   | 3   | 1   | 1   | 2   | 4   | 1   | 1   | 1   | 1   | 5   | 1   | 3   | 1   | 3   | 11  | 2   | 383    |
| 2       | Fabio Quartararo  | Yamaha  | 5   | 7   | 9   | 1   | 10  | 2   | 1   | 1   | 2   | 10  | 2   | 4   | 3   | 2   | 1   | 3   | 2   | 1   | 1   | 334    |
| 3       | Maverick Viñales  | Yamaha  | 1   | 2   | 6   | 5   | 11  | 7   | 3   | 2   | 3   | 9   | 4   | 6   | 1   | 3   | 2   | 4   | 1   | 2   | 4   | 294    |
| 4       | Jack Miller       | Ducati  | 4   | 5   | 4   | 14  | 3   | 5   | 14  | 10  | 5   | 2   | 8   | 3   | 15  | 4   | 6   | 6   | 9   | 4   | 3   | 199    |
| 5       | Franco Morbidelli | Yamaha  | 8   | 6   | 10  | 2   | 6   | 4   | 4   | 9   | 7   | 12  | 14  | 8   | 4   | 8   | 4   | 2   | 11  | 3   | 5   | 196    |
| 6       | Andrea Dovizioso  | Ducati  | 2   | 3   | 13  | 4   | 4   | 9   | 6   | 11  | 13  | 4   | 3   | 7   | 6   | 10  | 7   | 7   | 10  | 9   | 6   | 185    |
| 7       | Valentino Rossi   | Yamaha  | 14  | 4   | 2   | 13  | 5   | 17  | 5   | 14  | 11  | 7   | 10  | 2   | 7   | 6   | 9   | 10  | 4   | 6   | 12  | 161    |
| 8       | Cal Crutchlow     | Honda   | 6   | 8   | 3   | 6   | 15  | 6   | 9   | 6   | 6   | 11  | 9   | 9   | 13  | 7   | 13  | 5   | 6   | 5   | 9   | 155    |
| 9       | Danilo Petrucci   | Ducati  | 7   | 10  | 8   | 7   | 2   | 3   | 7   | 7   | 12  | 8   | 12  | 11  | 16  | 15  | 5   | 8   | 5   | 8   | 10  | 152    |
| 10      | Alex Rins         | Suzuki  | 10  | 16  | 7   | 9   | 19  | 12  | 8   | 3   | 4   | 6   | 7   | 5   | 9   | 13  | 10  | 11  | 12  | 7   | 8   | 135    |
| 11      | Pol Espargaró     | KTM     | 16  | 11  | 5   | 16  | 12  | 11  | 12  | 12  | 8   | 5   | 11  | 13  | 2   | 12  | 11  | 15  | 16  | 14  | 11  | 97     |
| 12      | Takaaki Nakagami  | Honda   | 9   | 9   | 15  | 8   | 7   | 10  | 16  | 8   | 10  | 13  | 6   | 10  | 11  | 14  | 14  | 13  | INJ | INJ | INJ | 83     |
| 13      | Joan Mir          | Suzuki  | 11  | 19  | 14  | 12  | 18  | 19  | 11  | 5   | 9   | 17  | INJ | INJ | 10  | 9   | 8   | 12  | 13  | 12  | 7   | 75     |
| 14      | Aleix Espargaró   | Aprilia | 12  | 13  | 16  | 15  | 9   | 14  | 17  | 15  | 14  | 16  | 19  | 12  | 14  | 5   | 12  | 9   | 7   | 13  | 13  | 63     |
| 15      | Francesco Bagnaia | Ducati  | 13  | 17  | 12  | 10  | 13  | 8   | 13  | 13  | 16  | 14  | 5   | 18  | 12  | 16  | 15  | 14  | 14  | 10  | DNS | 58     |
| 16      | Jorge Lorenzo     | Honda   | 15  | 12  | 11  | 11  | 8   | 16  | 10  | DNS | INJ | INJ | INJ | 20  | 17  | 20  | 19  | 19  | 18  | 16  | 14  | 31     |
| 17      | Johann Zarco      | KTM     | 21  | 18  | 19  | 17  | 14  | 18  | 18  | 18  | 18  | 3   | 16  | 14  | 8   |     |     |     |     |     |     | 28     |
| 18      | Andrea Iannone    | Aprilia | 19  | 22  | 17  | DNS | 22  | 22  | 22  | 20  | 15  | 21  | 18  | 17  | DNS | 11  | 16  | 21  | 8   | DSQ | DSQ | 14     |
| 19      | Miguel Oliveira   | KTM     | 17  | 14  | 18  | 20  | 16  | 21  | 20  | 17  | 19  | 15  | 13  | 15  | 18  | 17  | 17  | 16  | DNS | WD  | INJ | 7      |
| 20      | Karel Abraham     | Ducati  | 20  | 15  | 20  | 19  | 17  | 15  | 15  | 16  | 20  | 18  | 17  | 21  | 20  | 22  | 20  | 18  | 15  | 15  | 17  | 5      |
| 21      | Tito Rabat        | Ducati  | 18  | 20  | 22  | 18  | 20  | 13  | 19  | 21  | 21  | 20  | 15  | 16  | 21  | 18  | 18  | DNS | 20  | INJ | 16  | 4      |
| 22      | Mika Kallio       | KTM     |     |     |     |     |     |     |     |     |     |     |     |     |     | 19  | 21  | 17  | 17  | 17  | 15  | 1      |
| 23      | Hafizh Syahrin    | KTM     | 22  | 21  | 21  | 21  | 21  | 20  | 21  | 19  | 17  | 19  | 20  | 19  | 19  | 21  | 22  | 20  | 19  | 18  | 18  | 0      |
| Pos.    | Piloto            | Moto    | QAT | ARG | AME | ESP | FRA | ITA | CAT | NED | GER | CZE | AUT | GBR | RSM | ARA | THA | JPN | AUS | MYS | VAL | Puntos |
| Fuente: |                   |         |     |     |     |     |     |     |     |     |     |     |     |     |     |     |     |     |     |     |     |        |

### Campeonato de Constructores
| Pos. | Constructor | QAT | ARG | AME | ESP | FRA | ITA | CAT | NED | GER | CZE | AUT | GBR | RSM | ARA | THA | JPN | AUS | MYS | VAL | Puntos |
| ---- | ----------- | --- | --- | --- | --- | --- | --- | --- | --- | --- | --- | --- | --- | --- | --- | --- | --- | --- | --- | --- | ------ |
| 1    | Honda       | 2   | 1   | 10  | 1   | 1   | 2   | 1   | 2   | 1   | 1   | 2   | 2   | 1   | 1   | 1   | 1   | 1   | 2   | 1   | 426    |
| 2    | Yamaha      | 5   | 2   | 2   | 3   | 5   | 6   | 2   | 1   | 2   | 6   | 3   | 3   | 2   | 4   | 2   | 2   | 8   | 1   | 2   | 321    |
| 3    | Ducati      | 1   | 3   | 3   | 4   | 2   | 1   | 3   | 4   | 4   | 2   | 1   | 7   | 6   | 2   | 4   | 3   | 3   | 3   | 3   | 318    |
| 4    | Suzuki      | 4   | 5   | 1   | 2   | 10  | 4   | 4   | 8   | 7   | 4   | 6   | 1   | 8   | 9   | 5   | 7   | 5   | 5   | 5   | 234    |
| 5    | KTM         | 12  | 10  | 8   | 13  | 6   | 9   | 7   | 11  | 12  | 11  | 8   | 9   | 7   | 13  | 13  | 11  | 12  | 11  | 10  | 111    |
| 6    | Aprilia     | 10  | 9   | 12  | 11  | 12  | 11  | 11  | 10  | 13  | 17  | 14  | 10  | 12  | 7   | 15  | 15  | 6   | 13  | 9   | 88     |
| Pos. | Constructor | QAT | ARG | AME | ESP | FRA | ITA | CAT | NED | GER | CZE | AUT | GBR | RSM | ARA | THA | JPN | AUS | MYS | VAL | Puntos |